# إيفان غرين
إيفان غرين (بالإنجليزية: Evan Green)‏ (21 مايو 1930 - 16 مارس 1996، ملبورن في أستراليا)؛ صحفي وروائي أسترالي.

## روابط خارجية
- إيفان غرين على موقع IMDb (الإنجليزية)